# Henri Clouard
Henri Clouard (Constantine, 7 octobre 1885 - mort à Boulogne-Billancourt le 26 janvier 1974), est un journaliste, critique littéraire et traducteur français.

## Biographie
Henri Clouard adhère très tôt aux idées de l'Action française, collabore au quotidien maurrassien et devient rapidement une des têtes pensantes de la Revue critique des idées et des livres, où il développe la thèse d'un néoclassicisme ouvert à l'innovation. Son influence est forte sur l'équipe naissante de La Nouvelle Revue française, et notamment sur Jacques Rivière et André Gide.
Critique littéraire, historien des idées, il réalise une étude importante sur le journal boulangiste La Cocarde de Maurice Barrès. Il fréquente également Georges Sorel et les syndicalistes révolutionnaires dans le cadre du Cercle Proudhon. Il a laissé une œuvre critique considérable, largement méconnue aujourd'hui.
Outre la Revue critique des idées et des livres, dont il est un des chefs de file, Henri Clouard collabore, par des articles ou des chroniques régulières, à de nombreuses revues : La Phalange, La Revue hebdomadaire, Le Divan, Revue des deux Mondes, Les Écrits nouveaux, Mercure de France, La Table Ronde, Revue de Paris, Artaban, etc.
L’Académie française lui décerne le prix Langlois en 1933 et en 1937 pour les traductions de Lucrèce et de Plaute.

## Œuvres
- Balzac, Pages sociales et politiques, Nouvelle librairie nationale, 1910.
- La "Cocarde" de Barrès, Nouvelle librairie nationale, 1910.
- Les Disciplines, Editions Marcel Rivière, 1913.
- Les Compagnons de l'intelligence, Renaissance du livre, 1920.
- Les Allemands par eux-mêmes, Paris, Larousse, 1920.
- Aurel, biographie critique, Chiberre, 1922.
- La Poésie française moderne, des romantiques à nos jours, Gauthier-Villars, 1924.
- Vains enfants du loisir, Le Divan, 1926.
- La Destinée tragique de Gérard de Nerval, Paris, Bernard Grasset, 1929.
- La Composition française préparée, Didier, 1935
- La Vie de Saint Benoit Labre, Paris, Albin Michel, 1941
- Saint Bernardin de Sienne, Éditions Franciscaines, 1942.
- Bilan de Barrès, Sequana, 1943.
- Histoire de la littérature française, du symbolisme à nos jours, de 1885 à 1914, Paris, éditions Albin Michel, 1947.
- Histoire de la littérature francaise, tome II, du symbolisme a nos jours, de 1915 à 1940, Paris, éditions Albin Michel, 1950.
- Alexandre Dumas, Paris, Albin Michel, 1955
- (avec Pierre Lafue), le Baiser de la Reine, Paris, Tallandier, 1955.
- Petite Histoire de la Littérature française, Paris, Albin Michel, 1965.